# 海上幕僚監部
海上幕僚監部（かいじょうばくりょうかんぶ、略称：海幕〈かいばく〉、英語：Maritime Staff Office、略称：MSO）は、日本の官公庁の一つであり、防衛省の特別の機関である。

## 概要
海上自衛隊の防衛及び警備に関する計画の立案や部隊等の管理及び運営の調整に関する事務等を掌ることを任務とする、防衛省に置かれる特別の機関である。海上幕僚監部の長は海上幕僚長である。
海上幕僚監部は軍政（旧軍では海軍省が担当）事項を職掌としている。主に海上自衛官によって構成され、いわゆる背広組（事務官）中心の防衛省内部部局（内局）とともに、専門的知見に基づき防衛大臣を補佐する役割を担う。2000年代に入ってからの防衛省改革により、部隊運用などの軍令（フォ―スユーザー）にかかる部分については、統合幕僚監部/統合幕僚長の職掌となり、海上幕僚監部は軍政（フォースプロバイダー）としての部隊運営が主となっている。

## 沿革
- 1952年（昭和27年）
  - 4月26日：海上保安庁の機関として海上警備隊が創設。「海上警備隊組織規程」（昭和27年運輸省令第22号）が制定。

  1. 中央機構として海上警備隊総監部が霞が関の海上保安庁内に設置された。
  2. 長は海上警備隊総監（海上警備監）。総監部組織として海上警備隊副総監、総務部、警備部、経理補給部、技術部が置かれた。

  - 8月1日：保安庁の創設により、海上警備隊が警備隊に改められ保安隊とともに同庁に統合。「保安庁第二幕僚監部組織規定」（昭和27年総理府令第48号）が制定[1]。

  1. 長は第二幕僚長（警備監）。
  2. 第二幕僚監部には総務部、警備部、航路啓開部、経理補給部、技術部が置かれた。

  - 10月28日：第二幕僚監部が越中島の保安庁庁舎へ移転。
- 1953年（昭和28年）10月16日：第二幕僚監部の改組（第二幕僚副長（警備監又は警備監補）及び調査部、通信所が新設。航路啓開部が廃止）。
- 1954年（昭和29年）7月1日：防衛庁が創設され、海上自衛隊が発足。防衛庁組織令（昭和29年政令第178号）が制定[2]。

1. 長は海上幕僚長（海将）。
2. 海上幕僚監部には海上幕僚副長（海将）及び総務部、防衛部、調査部、経理補給部、技術部、通信所が置かれた。

- 1955年（昭和30年）5月1日：通信所を廃止。
- 1956年（昭和31年）3月23日：海上幕僚監部が越中島から霞が関庁舎に移転。
- 1960年（昭和35年）1月14日：海上幕僚監部が霞が関から檜町庁舎に移転。
- 1962年（昭和37年）3月1日：組織改編により「監察官」を新設。
- 1965年（昭和40年）8月1日：衛生課が「衛生部」に昇格。
- 1980年（昭和55年）6月30日：総務部に「法務課」を新設。
- 1982年（昭和57年）7月1日：防衛部に「装備体系課」を新設。
- 1987年（昭和62年）10月1日：防衛部に「施設課」を新設。
- 1988年（昭和63年）12月15日：組織改編が行われ、総務部、経理補給部、衛生部を廃止。「監理部」、「人事教育部」、「装備部」、「首席衛生官」を新設。6部21課の規模は変わらず。
- 1990年（平成02年）6月8日：人事教育部に「援護業務課」を新設。
- 1998年（平成10年）12月8日：人事教育部人事課を廃止し、「人事計画課」と「補任課」を新設。
- 2000年（平成12年）
  - 5月8日：海上幕僚監部が市ヶ谷庁舎に移転。
  - 12月8日：防衛部通信課を廃止し、「指揮通信課」を新設。
- 2002年（平成14年）3月22日：監理部法務課を廃止し、監理部に「首席法務官」を新設。
- 2006年（平成18年）3月27日：組織改編が行われ、監理部は「総務部」に、調査部は「指揮通信情報部」にそれぞれ改編し、「首席会計監査官」を新設。

※総務部、指揮通信情報部、人事教育部、防衛部、装備部、技術部、監察官、首席法務官、首席会計監査官、首席衛生官の6部4官体制になる。
- 2014年（平成26年）3月26日：装備部艦船課及び武器課を廃止し、「艦船・武器課」に集約（4個課編成から3個課編成へ）[3]
- 2015年（平成27年）10月1日：防衛装備庁新編に伴い装備部及び技術部を廃止し、「装備計画部」に改組[4]
- 2018年 (平成30年）4月2日：組織改編。

1. 人事計画課要員班を廃止し、「ワークライフバランス推進企画班」を新設。
2. 防衛課分析室を廃止し、「能力評価・分析室」を新設。
3. 装備需品課装備需品班、調達管理班、輸送調整班を廃止し、「企画班」、「後方運用班」、「共同後方班」を新設。

- 2020年（令和02年）4月1日：組織改編[5][6]。

1. 総務部総務課の文書班と情報公開・個人情報保護室を統合し、「行政文書管理室」を新設。
2. 人事教育部人事計画課の募集班を廃止し、「募集推進室」を新設。

- 2022年（令和04年）4月1日：組織改編[7]。

1. 防衛部防衛課の能力評価・分析室を「海上防衛戦略室」に改組。
2. 防衛部運用支援課に「運用支援調整官」、「運用支援班」を新設。
3. 装備計画部艦船・武器課の艦船管理班を「艦船管理室」に、機関班と電気班を「機関電気班」に改組。

- 2024年（令和06年）4月1日：指揮通信情報部指揮通信課に「情報戦事業計画班」を新設[8]。

## 組織編成
内部組織は次のとおり。
- 総務部（部長及び副部長：将補（二））
  - 総務課
    - 総務調整官
    - 総務班
    - 能率管理班
    - 渉外班
    - 行政文書管理室
    - 広報室
    - 副官
    - 渉外連絡官
    - 警務管理官
    - 観艦式事務局

  - 経理課
    - 経理調整官
    - 経理班
    - 予算班
    - 主計班
    - 契約班
    - 出納班

- 人事教育部（部長：将補（一））
  - 人事計画課
    - 人事計画調整官
    - 企画班
    - 制度班
    - ワークライフバランス推進企画班
    - 募集推進室

  - 補任課
    - 補任班
    - 経歴班
    - 職員人事管理室
    - 服務室

  - 厚生課
    - 厚生班
    - 共済班
    - 給与室

  - 援護業務課
    - 援護企画班
    - 援護班

  - 教育課
    - 教育班
    - 学校班
    - 航空教育班
    - 個人訓練班
    - 教範教材班
- 防衛部（部長：将補（一））
  - 防衛課
    - 防衛調整官
    - 防衛班
    - 業務計画班
    - 編成班
    - 海上防衛戦略室
    - 分析室
    - 分析企画官

  - 装備体系課
    - 装備体系班
    - 艦船体系班
    - 航空機体系班
    - 技術・研究班

  - 運用支援課
    - 運用支援調整官
    - 企画班
    - 運用支援班
    - 計画班
    - 訓練班
    - 気象海洋班
    - 部隊状況班

  - 施設課
    - 施設企画調整官
    - 施設班
    - 施設基準班
    - 建設班
    - 営繕班
    - 基地対策班
    - 環境保全班
- 指揮通信情報部（部長：将補（二））
  - 指揮通信課
    - 指揮通信班
    - 指揮通信体系班
    - 情報保証班
    - 情報戦事業計画班

  - 情報課
    - 情報班
    - 情報運用室
    - 情報保全室
- 装備計画部（部長：将補（一））
  - 装備需品課
    - 装備調整官
    - 企画班
    - 後方運用班
    - 共同後方班
    - 資材班
    - 燃料班
    - 衣糧班
    - 補給管理室

  - 艦船・武器課
    - 艦船・武器調整官
    - 予量班
    - 艦船・武器班
    - 機関電気班
    - 誘導武器班
    - 水中武器班
    - 弾薬班
    - 通信電子班
    - 訓練器材班
    - 艦船技術班
    - 艦船管理室

  - 航空機課
    - 航空機班
    - 固定翼班
    - 回転翼班
    - 航空武器班
    - 航空電子班
    - 航空支援器材班
    - 航空技術班
- 監察官（将補（二））
  - 総括副監察官
  - 副監察官
- 首席法務官（1佐（一））
  - 法務室
  - 法務官
- 首席会計監査官（1佐（一））
  - 会計監査室
  - 会計監査官
- 首席衛生官（将補（二）・医官）
  - 衛生企画室
  - 衛生官

## 主要幹部
| 官職名           | 階級    | 氏名     | 補職発令日     | 前職                             |
| ---------------- | ------- | -------- | -------------- | -------------------------------- |
| 海上幕僚長       | 海将    | 齋藤聡   | 2024年07月19日 | 自衛艦隊司令官                   |
| 海上幕僚副長     | 海将    | 八木浩二 | 2024年08月02日 | 統合幕僚監部運用部長             |
| 総務部長         | 海将補  | 櫻井真啓 | 2024年12月20日 | 海上幕僚監部総務部副部長         |
| 人事教育部長     | 海将補  | 羽渕博行 | 2024年08月02日 | 統合幕僚監部防衛計画部副部長     |
| 防衛部長         | 海将補  | 平田利幸 | 2024年08月02日 | 護衛艦隊司令部幕僚長             |
| 指揮通信情報部長 | 海将補  | 南 厚    | 2025年03月24日 | 海上自衛隊第2術科学校長          |
| 装備計画部長     | 海将補  | 星直也   | 2024年03月28日 | 海上自衛隊補給本部副本部長       |
| 監察官           | 海将補  | 貴田幸典 | 2024年03月28日 | 呉地方総監部幕僚長               |
| 首席法務官       | 1等海佐 | 加治勇   | 2021年12月08日 | 海上幕僚監部首席法務官付法務室長 |
| 首席会計監査官   | 1等海佐 | 西川康彦 | 2022年04月01日 | 海上自衛隊艦船補給処長           |
| 首席衛生官       | 海将補  | 澤村岳人 | 2024年03月28日 | 海上自衛隊潜水医学実験隊司令     |

## 海上幕僚副長
| 代               | 氏名             | 在職期間                      | 出身校・期              | 前職                                               | 後職                                | 備考                                             |
| 海上警備隊副総監 | 海上警備隊副総監 | 海上警備隊副総監              | 海上警備隊副総監        | 海上警備隊副総監                                   | 海上警備隊副総監                    | 海上警備隊副総監                                 |
| ---------------- | ---------------- | ----------------------------- | ----------------------- | -------------------------------------------------- | ----------------------------------- | ------------------------------------------------ |
| -                | （空席）         | 1952年4月26日 1952年7月31日   |                         |                                                    |                                     |                                                  |
| 第二幕僚副長     |                  |                               |                         |                                                    |                                     |                                                  |
| 01               | 長澤浩           | 1953年10月16日 1954年6月30日  | 海兵49期・ 海大30期     | 第二幕僚監部警備部長                               | 海上幕僚副長                        | 警備監                                           |
| 海上幕僚副長     |                  |                               |                         |                                                    |                                     |                                                  |
| 01               | 長澤 浩          | 1954年7月1日 1954年8月2日     | 海兵49期・ 海大30期     | 第二幕僚副長                                       | 海上幕僚長                          | 任命辞令なし 自衛隊法附則第3項・ 第5項による在任 |
| 02               | 伊藤邦彦         | 1954年8月3日 1958年7月31日    | 東高船（機） 大正14年卒 | 舞鶴地方総監 →1954年7月1日 海上幕僚監部付          | 退職                                |                                                  |
| 03               | 渡辺信義         | 1958年8月1日 1961年7月31日    | 東高船（航） 昭和2年卒  | 佐世保地方総監                                     | 海上自衛隊幹部学校長                |                                                  |
| 04               | 石渡 博          | 1961年8月1日 1963年6月30日    | 海兵55期・ 海大37期     | 佐世保地方総監                                     | 海上幕僚監部付 →1963年12月31日 退職 |                                                  |
| 05               | 西村友晴         | 1963年7月1日 1964年8月13日    | 海兵59期                | 海上幕僚監部防衛部長                               | 海上幕僚長                          |                                                  |
| 06               | 山本啓志郎       | 1964年8月14日 1966年4月29日   | 海兵60期                | 海上幕僚監部防衛部長                               | 横須賀地方総監                      |                                                  |
| 07               | 伍賀守雄         | 1966年4月30日 1967年1月9日    | 海兵61期                | 海上自衛隊幹部候補生学校長                         | 海上幕僚監部付 →1968年11月28日 退職 |                                                  |
| 08               | 久原一利         | 1967年1月10日 1969年6月30日   | 海兵60期                | 護衛艦隊司令官                                     | 退職                                |                                                  |
| 09               | 石田捨雄         | 1969年7月1日 1972年3月15日    | 海兵64期                | 大湊地方総監                                       | 海上幕僚長                          |                                                  |
| 10               | 本村哲郎         | 1972年3月16日 1973年3月15日   | 海兵65期                | 海上自衛隊幹部候補生学校長                         | 自衛艦隊司令官                      |                                                  |
| 11               | 須藤吉樹         | 1973年3月16日 1975年3月16日   | 海経28期                | 需給統制隊司令                                     | 横須賀地方総監                      |                                                  |
| 12               | 宮田敬助         | 1975年3月17日 1976年5月16日   | 海兵69期                | 護衛艦隊司令官                                     | 横須賀地方総監                      |                                                  |
| 13               | 時 忠俊          | 1976年5月17日 1977年6月30日   | 海機50期                | 第2潜水隊群司令                                    | 横須賀地方総監                      |                                                  |
| 14               | 槇原秀夫         | 1977年7月1日 1979年6月30日    | 海経33期                | 海上幕僚監部経理補給部長                           | 呉地方総監                          |                                                  |
| 15               | 穗積釮彦         | 1979年7月1日 1981年6月30日    | 海兵74期                | 海上幕僚監部防衛部長 →1979年3月22日 海上幕僚監部付 | 横須賀地方総監                      | 下の名の1文字目は 「金」偏に「才」               |
| 16               | 吉田學           | 1981年7月1日 1983年4月25日    | 海兵75期                | 大湊地方総監                                       | 海上幕僚長                          |                                                  |
| 17               | 山田善照         | 1983年4月26日 1984年6月5日    | 海兵75期                | 大湊地方総監                                       | 退職                                |                                                  |
| 18               | 安岡亀雄         | 1984年6月6日 1986年2月28日    | 海兵76期                | 大湊地方総監                                       | 退職                                |                                                  |
| 19               | 松尾 正          | 1986年3月1日 1987年7月6日     | 九州大学・ 2期幹候      | 需給統制隊司令                                     | 退職                                |                                                  |
| 20               | 後藤 理          | 1987年7月7日 1989年8月30日    | 防大1期                 | 舞鶴地方総監                                       | 横須賀地方総監                      |                                                  |
| 21               | 原田政昭         | 1989年8月31日 1991年3月15日   | 防大3期                 | 教育航空集団司令官                                 | 横須賀地方総監                      |                                                  |
| 22               | 手塚正水         | 1991年3月16日 1993年6月30日   | 防大3期                 | 舞鶴地方総監                                       | 退職                                |                                                  |
| 23               | 夏川和也         | 1993年7月1日 1994年6月30日    | 防大6期                 | 教育航空集団司令官                                 | 佐世保地方総監                      |                                                  |
| 24               | 佐伯聖二         | 1994年7月1日 1996年3月24日    | 防大7期                 | 教育航空集団司令官                                 | 自衛艦隊司令官                      |                                                  |
| 25               | 五味睦佳         | 1996年3月25日 1997年6月30日   | 防大8期                 | 大湊地方総監                                       | 自衛艦隊司令官                      |                                                  |
| 26               | 藤田幸生         | 1997年7月1日 1999年3月30日    | 防大9期                 | 航空集団司令官                                     | 海上幕僚長                          |                                                  |
| 27               | 谷 勝治          | 1999年3月31日 2000年3月29日   | 防大11期                | 海上自衛隊幹部学校長                               | 呉地方総監                          |                                                  |
| 28               | 山田道雄         | 2000年3月30日 2001年3月26日   | 防大11期                | 海上自衛隊幹部学校長                               | 呉地方総監                          |                                                  |
| 29               | 経田 勇          | 2001年3月27日 2002年3月21日   | 防大12期                | 統合幕僚学校長                                     | 呉地方総監                          |                                                  |
| 30               | 古庄幸一         | 2002年3月22日 2003年1月27日   | 防大13期                | 護衛艦隊司令官                                     | 海上幕僚長                          |                                                  |
| 31               | 道家一成         | 2003年1月28日 2004年8月29日   | 防大15期                | 護衛艦隊司令官                                     | 呉地方総監                          |                                                  |
| 32               | 荒川堯一         | 2004年8月30日 2006年8月3日    | 防大16期                | 教育航空集団司令官                                 | 横須賀地方総監                      |                                                  |
| 33               | 加藤 保          | 2006年8月4日 2008年3月23日    | 防大17期                | 統合幕僚副長                                       | 佐世保地方総監                      |                                                  |
| 34               | 加藤耕司         | 2008年3月24日 2009年7月20日   | 防大20期                | 舞鶴地方総監                                       | 佐世保地方総監                      |                                                  |
| 35               | 河村克則         | 2009年7月21日 2011年8月4日    | 防大21期                | 大湊地方総監                                       | 横須賀地方総監                      |                                                  |
| 36               | 武居智久         | 2011年8月5日 2012年7月25日    | 防大23期                | 大湊地方総監                                       | 横須賀地方総監                      |                                                  |
| 37               | 鮒田英一         | 2012年7月26日 2014年3月27日   | 東京大学・ 31期幹候     | 教育航空集団司令官                                 | 自衛艦隊司令官                      |                                                  |
| 38               | 重岡康弘         | 2014年3月28日 2015年8月3日    | 防大25期                | 航空集団司令官                                     | 自衛艦隊司令官                      |                                                  |
| 39               | 村川豊           | 2015年8月4日 2016年12月21日   | 防大25期                | 海上自衛隊補給本部長                               | 海上幕僚長                          |                                                  |
| 40               | 山村浩           | 2016年12月22日 2019年3月31日  | 防大28期                | 護衛艦隊司令官                                     | 海上幕僚長                          |                                                  |
| 41               | 出口佳努         | 2019年4月1日 2020年8月24日    | 岡山大学・ 37期幹候     | 統合幕僚学校長                                     | 佐世保地方総監                      |                                                  |
| 42               | 西成人           | 2020年8月25日 2021年12月21日  | 防大30期                | 教育航空集団司令官                                 | 佐世保地方総監                      |                                                  |
| 43               | 齋藤聡           | 2021年12月22日 2022年12月22日 | 防大33期                | 護衛艦隊司令官                                     | 自衛艦隊司令官                      |                                                  |
| 44               | 真殿知彦         | 2022年12月23日 2024年8月1日   | 防大33期                | 海上自衛隊幹部学校長                               | 横須賀地方総監                      |                                                  |
| 45               | 八木浩二         | 2024年8月2日                  | 防大35期                | 統合幕僚監部運用部長                               |                                     |                                                  |